# Liste der Bodendenkmale in Elsteraue
In der Liste der Bodendenkmale in Elsteraue sind alle Bodendenkmale der Gemeinde Elsteraue und ihrer Ortsteile aufgelistet. Grundlage ist die Veröffentlichung der Landesdenkmalliste mit Stand vom 25. Februar 2016. Die Baudenkmale sind in der Liste der Kulturdenkmale in Elsteraue aufgeführt.
| Denkmal-ID | Fundart            | Ortsteil  | Bezeichnung           | Zeitstellung | Lage                                       | Bemerkungen                                                                           | Bild |
| ---------- | ------------------ | --------- | --------------------- | ------------ | ------------------------------------------ | ------------------------------------------------------------------------------------- | ---- |
| 428300006  | Befestigung > Burg | Könderitz | Wasserburg ‚Der Hain‘ | Mittelalter  | nördlicher Ortsrand von Etzoldshain (Lage) | Gelände nicht zugänglich                                                              |      |
| 428300017  | Befestigung > Burg | Traupitz  | Wasserburg „Der Wahl“ | Mittelalter  | südlicher Ortsrand von Könderitz (Lage)    | umzäunt, kein Zugang ohne Erlaubnis möglich, gehört zum Grundstück Traupitzer Str. 12 |      |
| 428300673  | Befestigung > Wall | Oelsen    | Burgwall              | Mittelalter  | 1,5 km östlich von Würchwitz ()            | keine Burg oder ähnliche Strukturen erkennbar                                         |      |
| 428300019  | Befestigung > Burg | Göbitz    | Wasserburg „Wal“      | Mittelalter  | südlicher Ortsrand (Lage)                  | Nutzung vom Dorfverein als Festplatz, neuzeitliche Bebauung mit Schuppen              |      |